# 緊縮財政政策
緊縮財政政策（きんしゅくざいせいせいさく、英:Austerity measures policy, Fiscal consolidation policy, Fiscal austerity policy）または緊縮財政とは、政府支出の抑制や増税といった手段で、財政赤字の削減や財政黒字の拡大をしようとする試みのことである。

## 概要
緊縮財政は、政府が自らの債務を履行できない懸念が高まっている場合や、バブル経済や高インフレが発生している場合、さらにその解決を大義名分として民営化や規制緩和などの付随する経済政策を実行したい当局の意図がある際に進められる。特に政府が発行権を持たない通貨で、経済力に見合わない巨額の債務を抱えている場合に、緊縮財政を求められることが多い。例えば、ユーロ圏やドルで多額の借り入れを行っている多くの南米諸国が該当する。国際通貨基金（IMF）や世界銀行などの国際機関が、通貨危機に陥ったり対外債務を抱えた国に最後の貸し手として融資する際に、構造調整プログラムの一つとして要求する場合がある。
緊縮財政においては、財政難を理由として公的支出が抑制される。具体的には、公務員、社会保障、産業政策、公共事業、教育、科学技術、国防、防災など多岐に渡る領域が対象になる。さらに政府や自治体が行っている事業の民営化や統廃合などが行われる。

### 新自由主義と緊縮財政
新自由主義の中心的なイデオロギーに緊縮財政がある。新自由主義は小さな政府を目指す経済政策だが、政治家がそれを推し進め国民に納得させるには、政府の財政難という理由付けが必要となる。本来、管理通貨制度の国は中央銀行を後ろ盾にして自国通貨建ての国債を発行することで、財源の制約を受けずに需要と供給の両面を強化することができる。裏を返すと、政府に財源制約がないならば、新自由主義政策を遂行する理由付けは難しい。
しかし、均衡財政こそが健全であり、政府の財政難ゆえに、政府支出や減税などの経済政策や公共部門の機能維持ができないという口実があれば、公共部門から市場経済に比重を移す新自由主義政策を実行しやすくなる。サッチャリズムや聖域なき構造改革などの代表的な新自由主義政策では、緊縮財政とセットで公共部門の民営化や規制緩和が行われた。
第三の道など左派が新自由主義を事実上後押しすることもある。日本においては積極財政=戦争への道というようなイメージが根強いことが指摘される。

## 緊縮財政の問題点
政府支出はそれ自体がGDPの主要な構成項目であり、また増税は民需を縮小させるため、緊縮財政は総需要を抑制し国内総生産（GDP）の毀損やGDP成長率の鈍化につながったり失業が増加する可能性が高い。増税をしても税率を上げた分だけ税収が増えるとは限らず、緊縮財政で経済活動に冷水をかけてしまえば、税収の原資であるGDPが毀損されて税収が伸びなかったり減少したりする。したがって緊縮財政を実行したからといって、その目的の通り財政赤字や政府債務残高の減少や抑制が達成されるとは限らない。1990年代以降、日本や多くのヨーロッパでは緊縮財政に続いてGDP成長率の鈍化が発生し、GDP比の政府債務残高は上昇し続けている。
世界恐慌の渦中にあった1930年代、反緊縮財政の議論が顕著になった。ジョン・メイナード・ケインズは有名な反緊縮の経済学者になり、「不況のときではなく景気が過熱しているときが緊縮財政の適切な時期である」と主張した。
現代のケインズ経済学者は、不況時に失業を減らしGDPの成長を促進するために、財政赤字が適切であると主張している。ポール・クルーグマンによれば、政府は家計とは違った経済主体であるため、景気後退時の政府支出の削減は経済危機を悪化させる。経済全体で、ある人の支出は別の人の収入である。言い換えれば、誰もが支出を削減しようとすると、合成の誤謬に経済が閉じ込められ、GDPが低下し景気後退が悪化する可能性がある。

## 世界金融危機
世界金融危機ののちに財政赤字に陥った各国で緊縮財政が採用され、特にヨーロッパのユーロ圏に深刻なマイナスの影響を与えた。欧州委員会（EU）、欧州中央銀行（ECB）、国際通貨基金（IMF）は支援の条件として緊縮財政を要求した。2011年にはユーロ圏労働人口の10%が失業し、若者（15歳から24歳）の失業率は20%と上昇した。財政赤字が深刻だった国家の失業率は、アイルランド全体が15%・若者が30%、ギリシャ全体が14％・若者37%、のちにはスペイン全体が20%・若者44%となった。不況が続く各国では、緊縮財政を要求する国際機関に対する非難が高まった。
IMFは、緊縮財政を行っても景気が回復をすると予想したが、実際には雇用減少・消費低迷・信用下落を招いた。2012年にはIMFは緊縮財政が誤りであると認める結果となった。